# ميخائيل والر
ميخائيل والر (بالإنجليزية: Michael Waller)‏ هو ملحن أمريكي، ولد في 26 أكتوبر 1985 في نيويورك في الولايات المتحدة.

## وصلات خارجية
- ميخائيل والر على موقع ميوزك برينز (الإنجليزية)
- ميخائيل والر على موقع ديسكوغز (الإنجليزية)